# پناهندگان فلسطینی
پناهندگان فلسطینی (عربی: لاجئون فلسطينيون) شهروندان فلسطین تحت قیمومت بریتانیا و فرزندان آن‌ها هستند که در طول سال‌های جنگ ۱۹۴۹–۱۹۴۷ فلسطین و اسرائیل و همچنین بعد از جنگ شش‌روزه از کشور فرار کردند یا اخراج شدند. بیشتر پناهجویان فلسطینی در نزدیکی یا در ۶۸ اردوگاه پناهجویان فلسطینی در اردن، سوریه، لبنان، کرانه باختری و نوار غزه زندگی می‌کنند.

## افزایش پناهندگان فلسطینی
دو موج عمده پناهندگی فلسطینی‌ها ایجاد شد، اولین بار در فاجعه سال ۱۹۴۸ (ایجاد کشور اسرائیل) و دومین آن پس از جنگ ۱۹۶۷. سازمان ملل متحد، آژانس امدادرسانی و کار پناهندگان (UNRWA) را برای کمک به پناهندگان فاجعه سال ۱۹۴۸ تأسیس کرد که به همین عنوان شناخته می‌شود.
پناهندگان کسانی بودند که در ماه ژوئن ۱۹۴۶ و مه ۱۹۴۸ در فلسطین زندگی می‌کردند و در نتیجه جنگ ۱۹۴۸ خانه و زندگی خود را از دست دادند.
اطلاق پناهندگان فلسطینی براساس تعریف سازمان ملل متحد شامل فرزندان کسانی است که بدون توجه به جایی که آن‌ها زندگی می‌کنند به آن‌ها گفته می‌شود. بر اساس تعریف UNRWA، تعداد پناهندگان فلسطینی از ۷۱۱٬۰۰۰ در سال ۱۹۵۰ به ۴٫۷ میلیون نفر در سال ۲۰۱۰ افزایش یافته است.
فلسطینی‌ها در سراسر نقاط مختلف جهان توزیع می‌شوند ولی دارای تابعیت نیستند، از جمله ۵۰٬۰۰۰ نفر در مصر و ۱۲٬۰۰۰ نفر در عراق و حدود ۳۰۰٬۰۰۰ نفر یا بیشتر که در اردوگاه‌های لبنان هستند. بین سال‌های ۱۹۹۶ تا پایان سال ۲۰۱۴، UNRWA مسئولیت بیش از ۵ میلیون پناهنده فلسطینی را برعهده داشت، درحالی‌که کمیساریای عالی پناهندگان سازمان ملل متحد مسئولیت حدود ۱۳ میلیون پناهنده را داشتند که از شصت سال پیش، فلسطینیان بیشترین سهم پناهجویان دراز مدت را با ۳ میلیون پناهنده دارا بودند و بعضاً از کشورهایی که به آن‌ها پناه داده بودند ملیت آن کشورها را نیز گرفته بودند.

## آمار پناهندگان
دولت اسرائیل تعداد پناهجویانی که در ۱۹۴۸–۴۹ آواره شدند را به میزان کم یعنی ۵۲۰ هزار نفر عنوان می‌کند در حالی که برآورد طرف فلسطینی به ۸۵۰ هزار نفر اشاره دارد.
| شهرستان   | تعداد روستاها | تعداد پناهندگان در سال ۱۹۴۸ | تعداد پناهندگان در سال ۲۰۰۰ |
| --------- | ------------- | --------------------------- | --------------------------- |
| بئر السبع | ۸۸            | ۹۰٬۵۰۷                      | ۵۹۰٬۲۳۱                     |
| بیسان     | ۳۱            | ۱۹٬۶۰۲                      | ۱۲۷٬۸۳۲                     |
| جنین      | ۶             | ۴٬۰۰۵                       | ۲۶٬۱۱۸                      |
| حیفا      | ۵۹            | ۱۲۱٬۱۹۶                     | ۷۹۰٬۳۶۵                     |
| الخلیل    | ۱۶            | ۲۲٬۹۹۱                      | ۱۴۹٬۹۳۳                     |
| الرملة    | ۶۴            | ۹۷٬۴۰۵                      | ۶۳۵٬۲۱۵                     |
| صفد       | ۷۸            | ۵۲٬۲۴۸                      | ۳۴۰٬۷۲۹                     |
| طبریا     | ۲۶            | ۲۸٬۸۷۲                      | ۱۸۸٬۲۸۵                     |
| طولکرم    | ۱۸            | ۱۱٬۰۳۲                      | ۷۱٬۹۴۴                      |
| عکا       | ۳۰            | ۴۷٬۰۳۸                      | ۳۰۶٬۷۵۳                     |
| غزة       | ۴۶            | ۷۹٬۹۴۷                      | ۵۲۱٬۳۶۰                     |
| القدس     | ۳۹            | ۹۷٬۹۵۰                      | ۶۳۸٬۷۶۹                     |
| الناصرة   | ۵             | ۸٬۷۴۶                       | ۵۷٬۰۳۶                      |
| یافا      | ۲۵            | ۱۲۳٬۲۲۷                     | ۸۰۳٬۶۱۰                     |
| جمع کل    | ۵۳۱           | ۸۰۴٬۷۶۶                     | ۵٬۲۴۸٬۱۸۵                   |

## آمار پناهندگان در کشورها و مناطق مختلف
تعداد پناهندگان فلسطینی ثبت شده نزد UNRWA براساس شهر یا منطقه در ژانویه ۲۰۱۵ به ترتیب زیر:
| اردن       | ۲٬۱۱۷٬۳۶۱ |
| نوار غزه   | ۱٬۲۷۶٬۹۲۹ |
| کرانه غربی | ۷۷۴٬۱۶۷   |
| سوریه      | ۵۲۸٬۶۱۶   |
| لبنان      | ۴۵۲٬۶۶۹   |
| جمع کل     | ۵٬۱۴۹٬۷۴۲ |